# Kadarsanomys sodyi
Kadarsanomys sodyi là một loài động vật có vú trong họ Chuột, bộ Gặm nhấm. Loài này được Bartels mô tả năm 1937.